# Lilius & Hertzberg

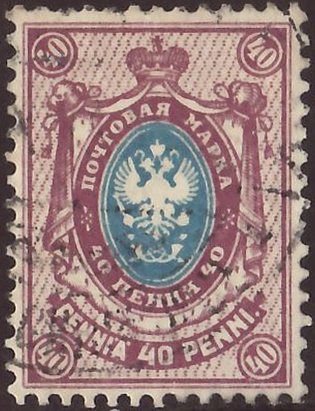
Suomen suuriruhtinaskunnan postimerkki, Lilius & Hertzberg (1911).

Lilius & Hertzberg var ett finländskt tryckeri och förlag som grundades 1898 av Kasimir Lilius samt Weilin & Göös vice vd Hugo Hertzberg. Bolaget tryckte de obligationer som utgjorde Estlands första betalningsinstrument som självständig stat. 1903 övertog förlaget Wentzel Hagelstams förlag, och drev det mellan 1903 och 1908 under namnet Helios, och därefter, fram till mitten av 1910-talet, under namnet Lilius & Hertzberg. Förlaget utgav böcker av bland andra Werner Söderhjelm och Bertel Gripenberg.
Förlaget låg i Helsingfors på den del av Regeringsgatan som numera heter Universitetsgatan, tvärs över gatan från Helsingfors universitets Porthania-byggnad.